# Imaginary Visions
Imaginary Visions ist ein Jazzalbum von Miho Hazama mit der DR Big Band. Die vom 8. bis 11. März 2021 im DR Koncerthuset Studio 2 & 3, Kopenhagen entstandenen Aufnahmen erschienen im September 2021 auf Edition Records.

## Hintergrund
Im Jahr 2019 erhielt die Komponistin und Arrangeurin Miho Hazama die Einladung, mit der Danish Radio Big Band als Dirigentin zu arbeiten. Damit trat sie in die Fußstapfen eines ihrer Mentoren, Jim McNeely, und von Bob Brookmeyer vor ihm, notierte Nate Chinen. Basierend auf ihrer Arbeit mit m_unit, ihrem großen Ensemble und Auszeichnungen wie dem Charlie Parker Jazz Composition Prize dachte die DRBB, dass sie eine inspirierende Wahl für den Posten wäre.
Hazama ihrerseits stolperte über die Nachrichten: „Ich habe die Worte des künstlerischen Leiters missverstanden und dachte, er würde jemand anderen aus NYC einladen, also sagte ich ‚Cool‘ und kurz darauf musste ich seine Worte unterbrechen und sagen '...Was? Willst du... MICH einladen?!?!?’“ Diese komische Doppelfassung inspirierte den Titel einer dynamischen Neukomposition für die DR Big Band. „Ich würde den Beginn dieses Stücks als ‚Seltsamer und lustiger Anfang‘ beschreiben“, sagt Hazama und bezieht sich nicht nur auf die Hintergrundgeschichte, sondern auch auf die musikalische Wirkung, die sie erzielen wollte.
Dem eigenen Album voraus ging das Marius Neset Album Tributes (ACT), das der Saxophonist mit der Danish Radio Big Band unter der Leitung von Miho Hazama eingespielt hatte.

## Titelliste
- Miho Hazama: Imaginary Visions (Edition Records EDN-1182)[2]

1. I Said Cool, You Said... What? 6.45 – Solisten: Nicolai Schultz (Flöte), Per Gade (Gitarre)
2. Your Scenery Story 8.10 – Solisten: Mads la Cour (Flügelhorn), Hans Ulrik (Tenorsaxophon)
3. Mingle-Mangle Goody Bag 7.22 – Solisten: Henrik Gunde (Piano), Peter Fuglsang (Altsaxophon)
4. Home 8.48 – Solisten: Petter Hängsel (Posaune), Henrik Gunde (Piano), Mads la Cour (Flügelhorn)
5. Mimi's March 8.12 – Solisten: Peter Dahlgren (Poaaune), Anders Gaardmand (Baritonsaxophon)
6. On That Side 8.01 – Solisten: Kaspar Vadsholt (Kontrabass), Mårten Lundgren (Trompete), Karl-Martin Almqvist (Tenorsaxophon), Søren Frost (Schlagzeug)
7. Green 5.28 – Solist: Karl-Martin Almqvist (Tenorsaxophon)

Die Kompositionen stammen von Miho Hazama.

## Rezeption
Werner Stiefele lobte im Musikmagazin Rondo die Energie, klangliche Vielfalt, die Präzision der Big Band und die Eleganz der Kompositionen. Die 34-jährige Miho Hazama sei mit dem Album endgültig in die internationale Spitze der Bigbandleader vorgestoßen. Hazama fasse die Bigband wie ein Kammerorchester auf; sie schreibe vielschichtige Kompositionen und verfüge über ein großartiges Gespür für ineinander verflochtene Melodieführungen, Dynamik, rhythmische Vielfalt und wechselnde Klangfarben. Drei Vorbilder nennt Miho Hazama in den Liner Notes: die Bigband-Leader Thad Jones, Bob Brookmeyer und Jim McNeely. Mit „Imaginary Visions“ sei sie in diese Top-Liga aufgerückt.

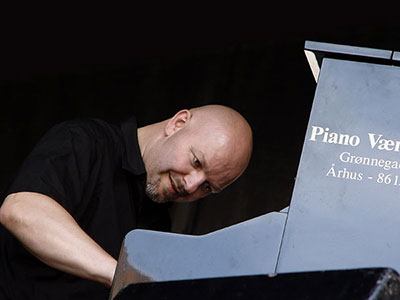
Henrik Gunde bei einem Auftritt in Aarhus (2015)

Nach Ansicht von Nate Chinen (WBGO) schlägt „I Said Cool, You Said…What?“, die Eröffnungsnummer des Albums, einen ausgesprochen modernen Ton an, der im 13/8-Takt von einer schüchternen, stockenden Fanfare in einen treibenden Groove übergeht. Nicolai Schultz spielt das erste Solo auf der Flöte, gefolgt von Henrik Gundes kaskadierendem Klavierzwischenspiel; das ekstatische Gitarrensolo sei das Werk von Per Gade. Nach dem Ergebnis des Tracks zu urteilen, meinte der Autor, hätten Hazama und ihre dänischen Kollegen keine Probleme gehabt, eine gemeinsame Basis zu finden. Das ist ein Beweis für ihr gemeinsames Engagement für musikalische Exzellenz und, zumindest in gewisser Weise, auch eine einfache Frage der menschlichen Verbindung.
Konstantin N. Rega schrieb im Entropy Magazine, Imaginary Visions sei von Anfang an mitreißend durch den Einsatz einer Vielzahl von Soloinstrumenten (Flöte, Saxophon, Trompete, Gitarre, Flügelhorn) und verleihe der Musik einen leichten und fließenden Klang. Wenn man an eine Big Band denkt, erinnere man sich sofort an große und drängende Klänge wie Count Basies „Jumping at the Woodside“. Und obwohl die Tracks optimistisch sind, würden sie kontrolliert dargeboten und die Balance stimme immer.
Dave Sumner zählte das Album in Bandcamp Daily zu den besten Neuveröffentlichungen des Monats im Jazz und schrieb, jeder, der daran beteiligt war, Miho Hazama als neuen Chefdirigenten der Danish Radio Big Band zu gewinnen, verdiene Applaus. Imaginary Visions sei eine perfekte Kombination des Werks einer Komponistin und eines Ensembles, die es verstehen, die Vergangenheit in die Gegenwart zu bringen und die Gegenwart in die Zukunft zu senden. Dies sei eine durch und durch moderne Angelegenheit, aber ein Track wie „Mimi’s March“ klinger wie ein Paradebeispiel für die Tradition des Big-Band-Jazz, die durch die Adern einer zukunftsorientierten Komponistin und Musikern gleichermaßen fließt. Es gebe außerdem einige melodische Perspektiven bei dieser Session, die immens fesselnd sind.